# منگوله‌دار
منگوله‌دار گونه‌ای که در آن هر واحد ابر دارای دسته کوچک مومانندی با نمای کومه‌ای است که قسمت تحتانی آن کم‌وبیش پاره‌پاره و اغلب همراه با ابر فرعی میلابی است؛ این اصطلاح غالباً همراه با ابرهای پرسا و پرساکومه‌ای و فرازکومه‌ای می‌آید.